# Guntmar Feuerstein
Guntmar Feuerstein (* 7. Juni 1956) ist ein deutscher Musiker, Comedian, Autor und Musikproduzent aus Bochum.
Während seines Studiums an der Hochschule für Musik Westfalen-Lippe zu Dortmund in den Fächern Klavier und Gitarre spielte er 1975 als Keyboarder in der Band Breakfast. Ihr Debüt-Album It’s time for nahm die Band 1976 bei Conny Plank in Neunkirchen-Seelscheid auf. 1980 gründete Guntmar Feuerstein die Gruppe Die Dschungelband. Die Band nahm zwei LPs auf und trat im Rockpalast auf.
1984 landete Feuerstein mit der aus der Dschungelband hervorgegangenen Gruppe Strandjungs in der ZDF-Hitparade auf Platz eins (Surfen auf’m Baggersee). Weitere Hits wie Kleines rotes Cabriolet, Kaffeebraun (1985) und So heiß wie die Sonne (1986) folgten.
Seit 1986 ist Guntmar Feuerstein als Gitarrist und Komponist Mitglied der 10-köpfigen Soulband Raoul Vandetta & Soulfingers.
Von 1987 bis 2002 arbeitete er mit Fred Ape (früher Ape, Beck und Brinkmann) zusammen. Mit ihrem Musik-Kabarett-Duo Ape & Feuerstein spielten sie auf zahlreichen deutschen Kleinkunstbühnen und veröffentlichten neun CDs.
In seinem Tonstudio produzierte er 1995 und 1996 zusammen mit Peter Freiberg für den WDR-Hörfunk die Comedy-Serien Alle gegen die Mafia und Vom Winde verwirrt.
Feuerstein ist seit 1999 Autor für Atze Schröder (Bühnenprogramme, CD-Produktionen, TV-Serie Alles Atze.) Für die TV-Comdy Serie Ritas Welt komponierte er die Titelmusik und den Score.
Zusammen mit dem Kabarettisten Jochen Malmsheimer schrieb er 2000 für WDR 2 die 86-teilige Radiocomedyserie Dawegs und unterheim (als CD Ich fahr jetzt! Die Kleffmanns. 2002).
Mit seinem Comedyprogramm Nix gegen lange Haare hatte Guntmar Feuerstein 2004 Premiere in Dortmund, zahlreiche Auftritte (2005–2009) bei nightwash sowie im Quatsch Comedy Club Berlin und Hamburg.
Guntmar Feuerstein arbeitet als freier Mitarbeiter für WDR 5 (Redaktion Lilipuz).
Als TV-Autor schrieb Feuerstein u. a. für die Produktionsfirma Brainpool Deutscher Comedypreis 2002–2007, Mario Barth präsentiert 2007–2008 und für Horizont TV Mirja Boes Die Goldene Rose von Luzern 2008.
2004 gründete er gemeinsam mit Dave Jackson die Folkband L. Bow Grease und produzierte mit dieser Gruppe 3 CDs und 2 Maxi-Singles. Neben vielen Auftritten auf großen deutschen Folkfestivals gab es drei Tourneen durch England und Schottland.
Im Frühjahr 2010 begann eine erneute Zusammenarbeit mit Fred Ape. Mit ihrem Programm Es lebe der König (Premiere November 2010) und der CD Da steckt doch irgendwas dahinter meldete sich das Musik-Kabarett-Duo Ape & Feuerstein zurück.
Zusammen mit seinen Töchtern Carla und Emily startete er 2013 die Familienband Die Feuersteins. Ihre Debüt-CD Lieblingslieder erschien im gleichen Jahr.
2015 begann eine musikalische Zusammenarbeit mit Helmut Sanftenschneider (Maxi-CD Lieder aus dem Westen, 2015). Ebenfalls 2015 startete Guntmar Feuerstein in Kooperation mit Radio Bochum den Bochumer Singer-Songwriter-Contest. Der Liedermacher-Wettbewerb findet seit 2018 jährlich im Anneliese Brost Musikforum Bochum statt. Die Gewinner treten bei den Festivals Bochum Total und Bochumer Musiksommer auf.
2024 schrieb und produzierte Guntmar Feuerstein den Song Seenotretter, der bei ruhrfolk als Single veröffentlicht wurde unter Die Feuersteins feat. Jochen Malmsheimer und Shanty Chor Bochum.

## Diskographie
- 1975: It’s time for – Breakfast (LP, sky)
- 1981: Jetzt oder nie – Dschungelband, (LP, nerblo/EMI)
- 1982: Weder Götter noch Idioten – Dschungelband (LP, WEA)
- 1984: Die Dschungelparty L!VE – Dschungelband und andere (LP, EMI)
- 1985: Sommer, Sonne… – Strandjungs (LP, Teldec)
- 1986: Strandjungs II – Strandjungs (LP, Teldec)
- 1988: Vabanque – Raoul Vandetta & Soulfingers (LP/CD, Parachute 57634)
- 1989: En Vivo! – Raoul Vandetta & Soulfingers (LP/CD, Parachute 57644)
- 1989: Ape & Die Pistolieros – Ape & Feuerstein (LP, wunschklang)
- 1991: …zum Glück sind wir alle verrückt – Ape & Feuerstein (CD, wunschklang 57666)
- 1992: Außerhalb von mittendrin – Ape & Feuerstein (CD, wunschklang 57684)
- 1994: Lesen & Lauschen – Ape & Feuerstein (CD, wunschklang 57712)
- 1994: Heiter lächeln – Ape & Feuerstein (maxi CD, wunschklang 57713)
- 1996: Handymania – Ape & Feuerstein (CD, mcs 9605)
- 1999: Darüber macht man keine Witze – Ape & Feuerstein (CD, wunschklang 57739)
- 2001: Die Songs live!!! – Ape & Feuerstein (CD, wunschklang 57741)
- 2001: Darüber macht man keine Witze, live!!! – Ape & Feuerstein (CD, wunschklang 57742)
- 2002: Ich fahr jetzt! Die Kleffmanns – Guntmar Feuerstein und Jochen Malmsheimer, (CD, tacheles)
- 2005: Pickin’ on the Porch – L.Bow Grease (CD, ruhrfolk 4003)
- 2007: Greased Lightning – L.Bow Grease (CD, ruhrfolk 4004)
- 2008: Spam Mail – L.Bow Grease (maxi CD, ruhrfolk)
- 2009: Let's call it Home – L.Bow Grease (CD, ruhrfolk 4005)
- 2011: Da steckt doch irgendwas dahinter – Ape & Feuerstein (CD, ruhrfolk 4008)
- 2012: Hauptsache – Ape & Feuerstein (maxi CD, ruhrfolk 4009)
- 2013: Lieblingslieder – Die Feuersteins (CD, ruhrfolk 4010)
- 2017: Die Feuersteins II – Die Feuersteins (CD, ruhrfolk 4021)
- 2019: TANZ! – Die Feuersteins (EP, ruhrfolk 4027)
- 2021: SING! – Die Feuersteins (EP, ruhrfolk 4033)
- 2022: LOS! – Die Feuersteins (EP, ruhrfolk 4038)
- 2023: Gücksucher – Die Feuersteins (EP, ruhrfolk 4043)
- 2024: Seenotretter – Die Feuersteins feat. Jochen Malmsheimer & Shanty Chor Bochum (Single, ruhrfolk)